# إسماعيل قاسم
إسماعيل قاسم (بالملايوية: Ismail Kassim)‏ هو سياسي ماليزي، ولد في 2 أكتوبر 1959. حزبياً، نشط في المنظمة الوطنية الملاوية المتحدة. وقد انتخب عضو ديوان الرعية ‏.